# Kövér daravirág
A kövér daravirág (Draba lasiocarpa) a káposztafélék családjába tartozó, sziklás-hegyes élőhelyeken megtelepedő, kárpáti-balkáni növény.

## Megjelenése
A kövér daravirág 5–15 cm magas, örökzöld, lágyszárú, évelő növény. Félgömb alakú tőlevélrózsát alkotó szürkészöld levelei merevek, 20 mm hosszúak, 1,5-3,5 mm szélesek, szálas-lándzsás alakúak, ritkásan szőrösek.
Márciustól május elejéig virágzik. Hosszú, levéltelen száron fejlődő virágzata eleinte fejecskeszerű, majd fürtöt alkot. A virágokon 4 db aranysárga, 4–6 mm hosszú szirom található.
Termése 7 mm hosszú, 3 mm széles, serteszőrös becőketermés. Az 1 mm hosszú bibeszál rajta marad a termésen.
Kromoszómaszáma 2n=16.
A szintén tömött tőlevélrózsát fejlesztő, hasonló élőhelyő kövirózsákról (kövirózsa (Sempervivum)) és a fürtös kőtörőfűtől (Saxifraga paniculata) abban különbözik, hogy levelei kevéssé pozsgásak és hosszú, merev szőrei vannak; ezen kívül virága sárga és négytagú.

## Elterjedése és termőhelye
A Kárpátokban és a Balkán-félszigeten honos. Magyarországon a Bükk, Pilis, Budai-hegység, Gerecse, Vértes, Bakony, Balaton-felvidék és Keszthelyi-hegység térségeiben vannak állományai.
Sziklagyepek, pusztafüves lejtők, karsztbokorerdők, karszterdők növénye. Mészkedvelő.
Magyarországon védett, természetvédelmi értéke 10 000 Ft.

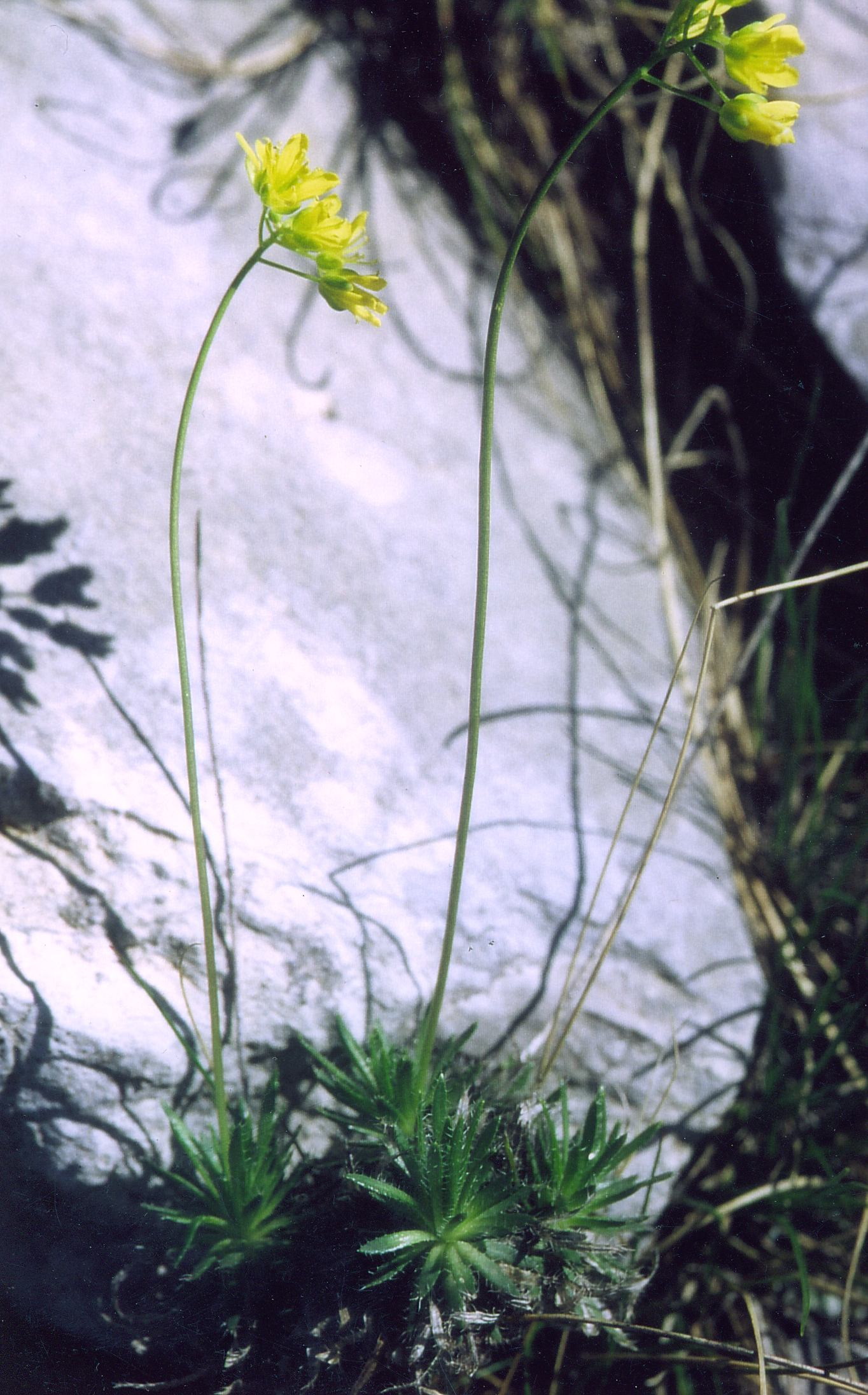
Kövér daravirág
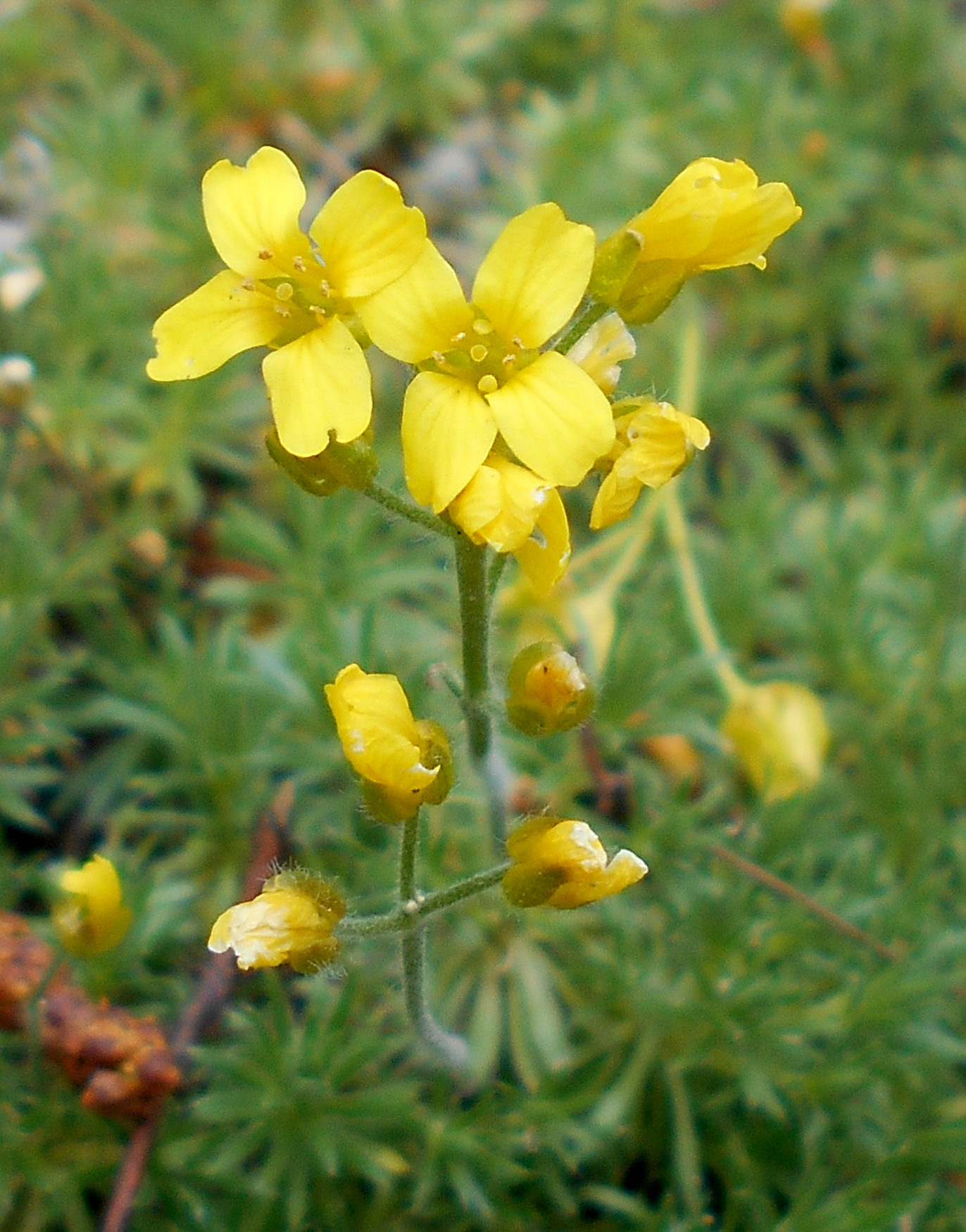
Virága
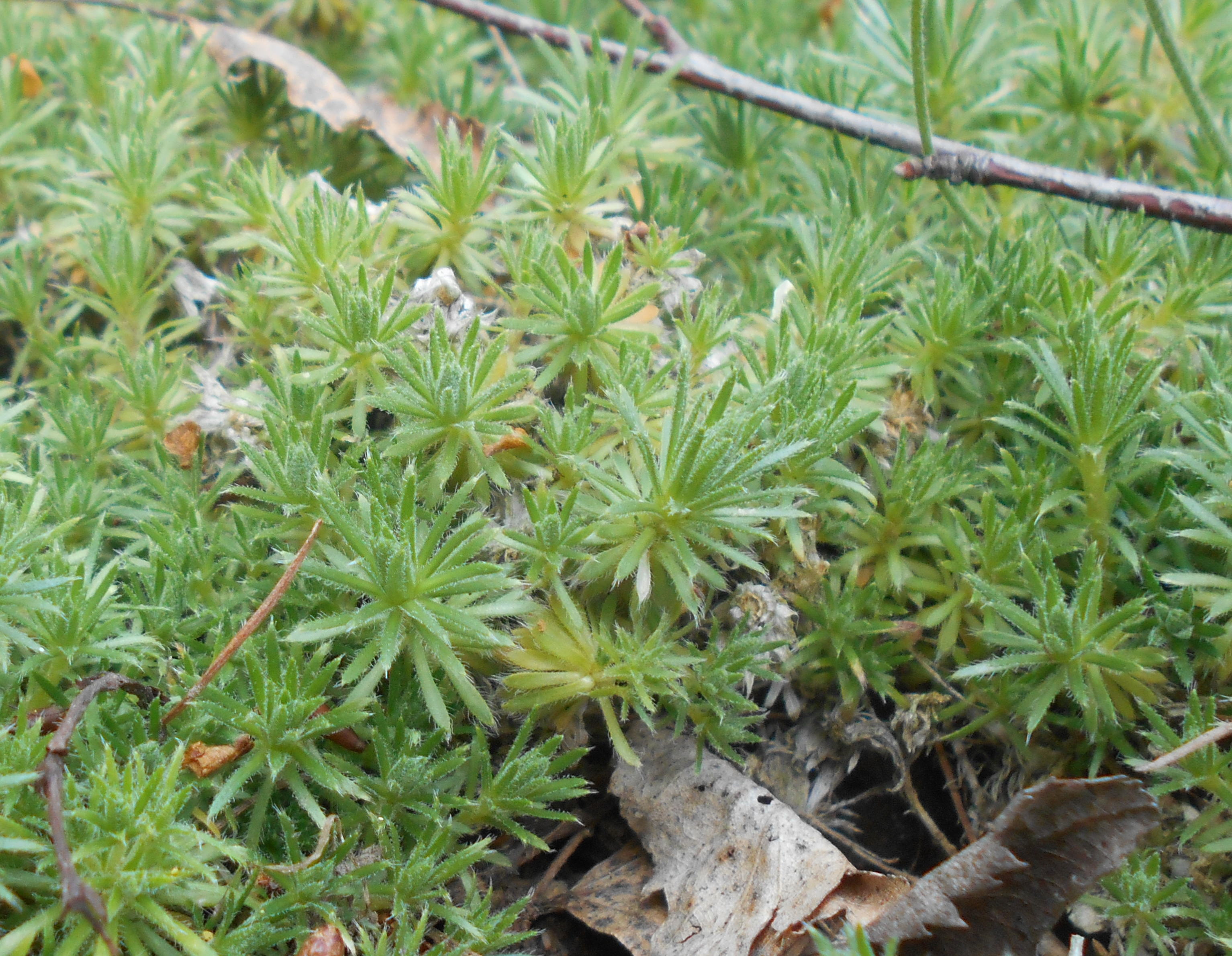
Nagyobb tömegben párnákat alkot
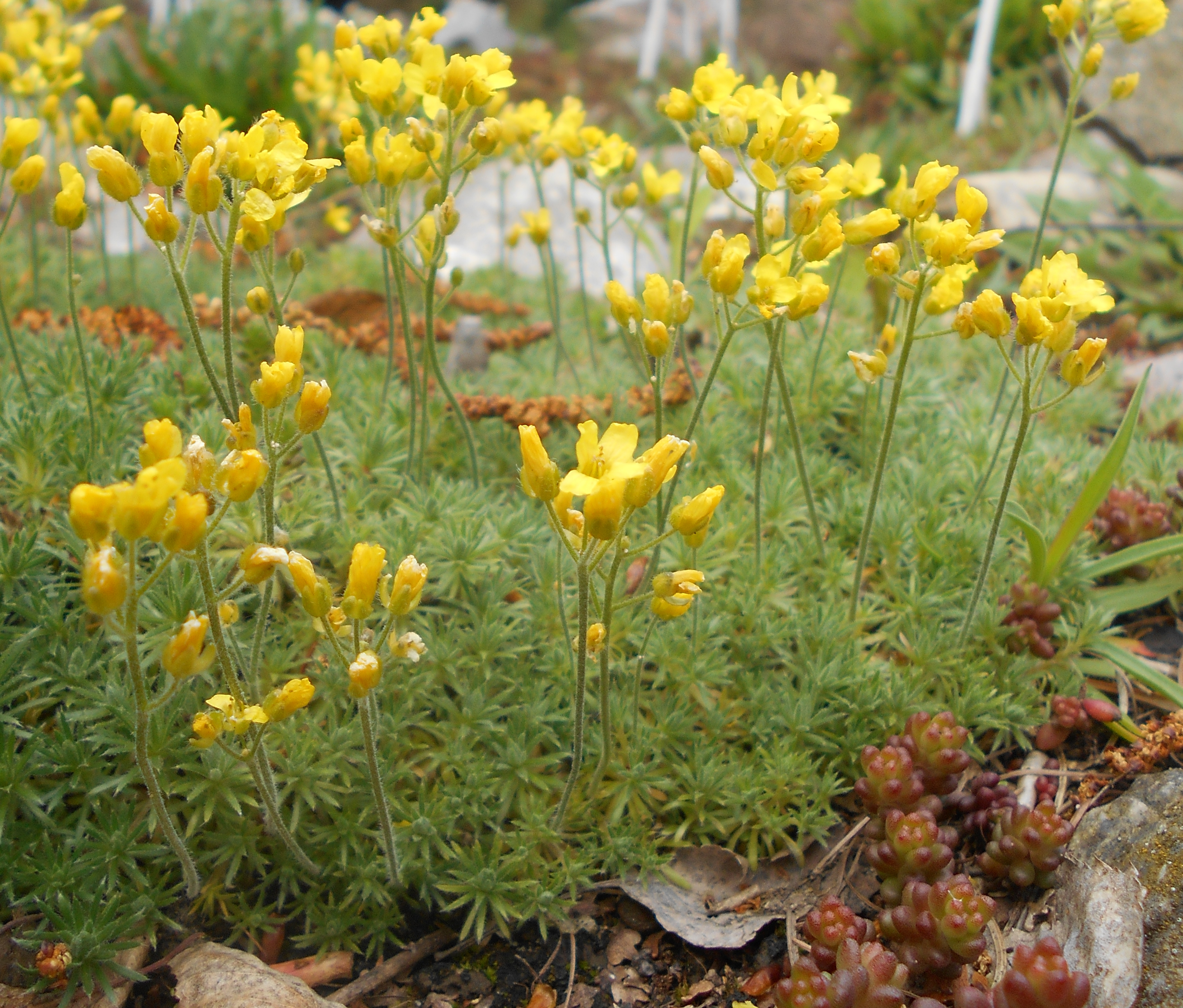